# Julius Bergmann (Philosoph)
Julius Friedrich Wilhelm Eduard Bergmann (* 1. April 1839 in Opherdicke bei Holzwickede; † 24. August 1904 in Marburg) war ein deutscher Philosoph.

## Leben
Bergmann studierte an der Georg-August-Universität Göttingen und der Friedrich-Wilhelms-Universität zu Berlin Mathematik und Philosophie. Ab 1860 war er Mitglied des Corps Teutonia Göttingen. 1862 wurde er in Berlin zum Dr. phil. promoviert. 1872 wurde er als Ordinarius für Philosophie an die Albertus-Universität Königsberg und 1875 an die Philipps-Universität Marburg berufen. In Marburg wurde er für das akademische Jahr 1883/84 zum Rektor gewählt. Um die Jahrhundertwende galt er als der bedeutendste Vertreter einer idealistischen Erkenntnistheorie und Metaphysik. Er war Geh. Regierungsrat.

## Schriften
- Grundlinien einer Theorie des Bewußtseins. Berlin 1870.
- Zur Beurteilung des Kriticismus vom idealistischen Standpuncte. Berlin 1875.
- Sein und Erkennen. Eine fundamental-philosophische Untersuchung. Mittler, Berlin 1880.
- Das Ziel der Geschichte. Marburg 1881.
- Die Grundprobleme der Logik. Berlin 1882, 1895.
- Über das Schöne. Analytische und historisch-kritische Untersuchungen. Mittler, Berlin 1887.
- Geschichte der Philosophie, 2 Bände. Berlin 1892–1894.
- Untersuchungen über Hauptpunkte der Philosophie. Marburg 1900.
- System des objectiven Idealismus. Marburg 1903.